# Elatostema pseudoplatyphyllum
Elatostema pseudoplatyphyllum es una especie de planta del género Elatostema, perteneciente a la familia Urticaceae.

## Taxonomía
Elatostema pseudoplatyphyllum fue descrita por Wen Tsai Wang en 2011.

## Distribución
Se encuentra en el territorio centro-sur de China.